# Lavender (Marillion)
Lavender è un singolo del gruppo musicale britannico Marillion, il secondo estratto dal terzo album in studio Misplaced Childhood e pubblicato nell'agosto 1985.

## Tracce
Testi e musiche dei Marillion.
7" (Australia, Canada, Europa, Nuova Zelanda, Stati Uniti)
- Lato A

1. Lavender – 3:40

- Lato B

1. Freaks – 4:10

12" (Europa)
- Lato A

1. Lavender Blue – 4:20

- Lato B

1. Freaks – 4:10
2. Lavender – 3:40

## Formazione
Gruppo
- Fish – voce
- Steve Rothery – chitarre
- Pete Trewavas – basso
- Mark Kelly – tastiere
- Ian Mosley – percussioni

Produzione
- Chris Kimsey – produzione, missaggio
- Thomas Steimler – registrazione
- Mark Freegard – assistenza al missaggio

## Classifiche
| Classifica (1985) | Posizione massima |
| ----------------- | ----------------- |
| Germania          | 39                |
| Regno Unito       | 5                 |